# Klaus Löwitsch
Klaus Löwitsch est un acteur allemand, né le 8 avril 1936 à Berlin et mort le 3 décembre 2002 à Munich. 

## Biographie
Klaus Löwitsch a notamment joué, dans les années 1970, dans plusieurs films de Rainer Werner Fassbinder et a participé au film de guerre Croix de fer (1977) de Sam Peckinpah.

Il est connu du grand public pour ses nombreuses apparitions dans des séries télévisées (Tatort, Derrick) et pour avoir campé, de 1989 à 1996, le héros de la série télévisée policière allemande Peter Strohm, composée de 63 épisodes diffusés sur ARD et mettant en scène un ancien détective de la police de Hambourg devenu détective privé.

## Filmographie partielle

### Cinéma
- 1956 : Wo die Lerche singt de Hans Wolff : Karl
- 1963 : Interpol contre stupéfiants (Die schwarze Kobra) de Rudolf Zehetgruber : Boogie
- 1970 : Mädchen mit Gewalt de Roger Fritz : Werner
- 1971 : Pionniers à Ingolstadt (Pioniere in Ingolstadt) de Rainer Werner Fassbinder : le sergent
- 1972 : Le Marchand des quatre saisons (Händler der vier Jahreszeiten) de Rainer Werner Fassbinder : Harry Radek
- 1973 : Les Loups sanglants de l'Alaska (Die blutigen Geier von Alaska) d'Harald Reinl : Lapporte
- 1974 : Le Dossier Odessa (The Odessa File) de Ronald Neame : Gustav Mackensen
- 1975 : Rosebud d'Otto Preminger : Schloss
- 1976 : L'Ombre des anges (Schatten der Engel) de Daniel Schmid : Un spéculateur dit "le juif riche"
- 1977 : Croix de fer (Cross of Iron) de Sam Peckinpah : Krüger
- 1978 : Despair de Rainer Werner Fassbinder : Felix Weber
- 1979 : Le Mariage de Maria Braun (Die Ehe der Maria Braun) de Rainer Werner Fassbinder : Hermann Braun
- 1979 : La Percée d'Avranches (Steiner – Das Eiserne Kreuz II) d'Andrew V. McLaglen : sergent Krüger
- 1982 : La Nuit de l'évasion (Night Crossing) de Delbert Mann : Schmolk
- 1982 : Firefox, l'arme absolue (Firefox) de Clint Eastwood : le général Vladimirov
- 1985 : Touché ! (Gotcha!) de Jeff Kanew : Vlad
- 2002 : The Extremists (Extreme Ops) de Christian Duguay : Pavlov

### Télévision
- 1973 : Le Monde sur le fil (Welt am Draht), de Rainer Werner Fassbinder
- 1973 : Gibier de passage (Wildwechsel), de Rainer Werner Fassbinder
- 1974 : Nora Helmer, de Rainer Werner Fassbinder
- 1975: Derrick: Hoffmanns Höllenfahrt (La tentation), de Theodor Grädler
- 1986: Derrick: Ein eiskalter Hund (Froideur), de Theodor Grädler
- 1989 - 1996 : Peter Strohm, de Matthias Esche

## Anecdote
Après Croix de fer, il a repris le rôle de Kruger dans le film La Percée d'Avranches.